# 布雷根茨
布雷根茨（德語：Bregenz，德語發音：[ˈbʁeːgɛnt͡s] ⓘ）是奥地利西部的一座城市，福拉尔贝格州首府，位于欧洲第三大淡水湖博登湖东岸，普芬德山山脚，是莱茵河谷与德国阿尔卑斯山山麓的交汇处。
它最出名的活動，是每年夏季會在博登湖畔舉辦的布雷根茨音樂節 。

## 文化活動
每年夏季在博登湖畔舉辦布雷根茨音樂節，每兩年會更換歌劇曲目。

## 友好城市
- 英国北爱尔兰班戈
- 以色列阿卡